# Lézat (Jura)
Lézat foi uma comuna francesa na região administrativa de Borgonha-Franco-Condado, no departamento de Jura. Estendia-se por uma área de 5,75 km². Em 2010 a comuna tinha 186 habitantes (densidade: 32,3 hab./km²).
Em 1 de janeiro de 2016, passou a formar parte da nova comuna de Hauts de Bienne.